# Chi Hù đeo kính
Chi Pulsatrix hay chi Hù đeo kính là một chi chim trong họ Cú mèo (Strigidae). Gồm 3 loài Hù có kích thước khá lớn (chiều dài 36–52 cm, cân nặng 450 -1250 gram). Chúng phân bố ở Trung và Nam Mỹ.

## Các loài
- Hù kính thường, Pulsatrix perspicillata
- Hù kính hung, Pulsatrix koeniswaldiana
- Hù kính bụng vằn, Pulsatrix melanota